# Dyscia belgicaria
Dyscia belgicaria là một loài bướm đêm trong họ Geometridae.